# Szalambó (opera)
A Szalambó Modeszt Petrovics Muszorgszkij Gustave Flaubert regénye nyomán írt operatöredéke. Az eredetileg négyfelvonásosnak tervezett művet a zeneszerző 1864–1873 között komponálta, de csak hat képet készített el, amelyek közül háromnak a hangszerelését is elkezdte, de végül felhagyott a munkával.

## Az opera története és utóélete
Gustave Flaubert Salammbô című történelmi regényét 1863-ban fordították le oroszra. Ebben az időben kezdett a fiatal orosz értelmiségiek egy csoportja találkozókat szervezni azzal a céllal, hogy szabad idejüket koruk és a társadalom megismerésére fordítsák. Ezeken az összejöveteleken Muszorgszkij is részt vett. A csoport behatóan tanulmányozta a kortárs művészeteket, elsősorban az irodalmat. Figyelmüket Flaubert munkássága sem kerülte el, aki ekkoriban mind szélesebb körben olvasott szerzőnek számított. Salammbô című regényének egyes részleteit is alaposan kielemezték, Muszorgszkij ezen élményei hatására kezdett el foglalkozni 1863-ban a művel. Egy négyfelvonásos, hét képből álló színpadi művet tervezett írni belőle. Nagy lelkesedéssel látott munkához, természetesen az opera librettóját is maga írta.
Az, hogy egyszerre dolgozott a zenén és a szövegkönyvön, lassította a munkát, és a cselekmény időbeni változásával, számos részlet újraírását követelte meg. 1864-re elkészült a teljes I. felvonás és a II. felvonás egy kórusjelenete. Muszorgszkij közben egyre mélyebbre süllyedt az alkoholizmusba, betegsége is egyre elhatalmasodott rajta, ez megint csak akadályozta a komponálásban. Ezért pár évre félretette a munkát. Aztán 1866-ban, majd az azt követő évben, illetve a Borisz Godunov első változatának megkomponálása után, 1873-ban újra elővette a művet, de végül csak hat képet sikerült elkészítenie, az eredeti elképzelésekhez képest erősen megrövidítve. A hat jelenet közül háromnak a hangszerelését is elkezdte, de az opera végül torzó maradt.
A zeneszerző halála után többen is megkísérelték befejezni, illetve előadásra alkalmassá tenni a művet. Rimszkij-Korszakov négy kórusrészletet komponált a darabhoz és újrahangszerelte az egész operát, az ő változatát azonban nem mutatták be. A Szalambó ősbemutatójára csak a zeneszerző halála után közel száz évvel került sor. 1980. november 10-én előadták Peskó Zoltán kiegészített változatát, amiből később hangfelvétel is készült. Peskó érdeklődését 1976-ban keltette fel Muszorgszkij első operája, amikor Luigi Nonótól megtudta, hogy egy előadásra alkalmas változat elkészítése esetén a velencei La Fenice Operaház szívesen bemutatná a darabot. Peskónak szembesülnie kellett azzal, hogy az autográf kézirat lapjai szétszóródtak Párizs és Leningrád között. Ezenkívül az is nehezítette a munkáját, hogy Alekszandrovics Pavel Lamm kritikai kiadása az autográf kéziratoktól eltérő változatot tartalmazott. Peskó végül a Muszorgszkij hangszerelte részek megtartásával, azok szellemében egészítette ki a művet és pótolta a hangszerelés hiányosságait. Az így teljessé tett változatot 1980. november 10-én adták elő Milánóban, koncertszerűen.

## Az opera szereplői
| Szerep                                             | Hangfekvés |
| -------------------------------------------------- | ---------- |
| Szalambó, Hamilkar lánya, Tanisz holdistennő papja | alt        |
| Mato, líbiai származású zsoldos                    | basszus    |
| Egy baleári zsoldoskatona                          | bariton    |
| Szpendiusz, görög származású zsoldos               | bariton    |
| Aminakar, Hamilkar bizalmasa                       | bariton    |
| Narr Havasz, zsoldoskatona                         | bariton    |
| Főpap                                              | bariton    |
| Első pentarcus                                     | tenor      |
| Második pentarcus                                  | basszus    |

- Történik: Karthágóban és környékén, az első pun háború idején (Kr. e. 264–241)
- Játékidő: 85 perc

## Az opera cselekménye

### I. felvonás
Megara Városában a pun zsoldoskatonák a rómaiak felett aratott győzelmüket ünneplik. Jókedvük azonban hamar elégedetlenségbe csap át, amikor kiderül, hogy Kárthágó még mindig nem akarja kifizetni zsoldjukat. A lázongók élére Mato áll, Szpendiusz unszolására, valamint a Szalambó iránt érzett szerelme miatt, ugyanis azt reméli, hogy így felkeltheti a lány érdeklődését.

### II. felvonás
Mato és Szpendiusz éjszaka belopódzik Karthágóba. Egyenesen a Holdistennő templomába mennek, hogy elrabolják az istennő szent ereklyéjét, a fátylat. Zsarolással akarják kikényszeríteni a pun vezetőktől, hogy fizessék ki őket. A templomban Szalambó teljesít szolgálatot. A lányt váratlanul éri Mato szerelmi vallomása, a férfi Szalambó döbbenetét kihasználva lopja el a fátylat, ami a punok hite szerint városukat védelmezi. Röviddel ezután Hamilkar katonái összecsapnak a zsoldosokkal és vereséget szenvednek.

### III. felvonás
Hazája pusztulásától tartva Szalmbó szűzi tisztessége és élete feláldozására készül. Az a terve, hogy felkeresi Matót, felajánlja magát neki, és így visszaszerzi az ellopott fátylat. Eközben a zsoldosok egy része Hamilkar oldalára áll, aki a vezérüknek, Narr Havasznak ígéri lánya kezét győzelmük esetén. Sikerült leverni a lázadókat, az utolsó ellenállókat a Hathat-szorosba szorítják és nagy részüket lemészárolják. Szpendiusz elesik, Mato fogságba esik.

### IV. felvonás
Matót az ötök tanácsa kínhalálra ítéli, míg Narr Havasz Szalambóval kötendő házasságára készül. Szalambó szemtanúja lesz Mato szenvedéseinek, ennek hatására meghasad a szíve és holtan esik össze.

## Hangfelvételek
Szalambó – Ludmila Semcsuk, Mato – Georgij Szeleznyev, Szpandiusz/Baleario/Aminakar – William Stone, Főpap – Giorgio Surjan, Pentrarcusok – Giorgo Treppo és Eftimiosz Mihalopulosz. Közreműködik: a RAI milánói ének- és zenekara, vezényel: Peskó Zoltán. A felvétel helye és ideje: Milánó, RAI Székház, 1980. november 10. (élő koncert előadás felvétel). A kiadás éve: 2002. Warner Fonit/Nuova Fonit Cetra 027 4340-2, 2 CD ADD Stereo.